# PMK (fusil d'assaut)
 (mars 2018).
Si vous disposez d'ouvrages ou d'articles de référence ou si vous connaissez des sites web de qualité traitant du thème abordé ici, merci de compléter l'article en donnant les références utiles à sa vérifiabilité et en les liant à la section « Notes et références ».
Pour les articles homonymes, voir PMK.

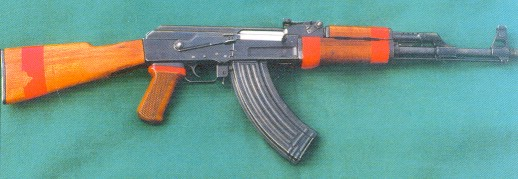
Un PMK ou Kbk-AK: l'AK-47 fabriquée par l'Arsenal de Radom pour l'Armée populaire polonaise. L'adhésif rouge indique que l'arme est rendue inerte pour l'entraînement des recrues.

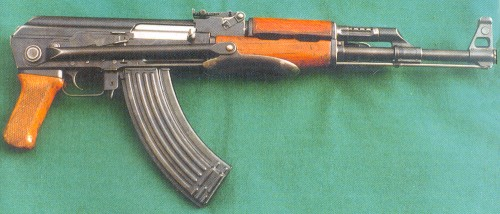
Un PMKS ou Kbk-AKS : il s'agit d'un dérivé pour commandos et autres parachutistes, qui dispose d'une crosse rabattable. Le PMKS mesure 65 cm (avec sa crosse rabattue) pour 3,9 kg sans chargeur.

Le PMK (pour pistolet maszynowy Kałasznikowa) ou karabinek AK est la première des versions polonaises du fusil d'assaut Kalashnikov.

## Production
À partir de 1957, les arsenaux polonais ont produit 44 060 PMK renommés en 1966 ‘kbk AK’. Parallèlement sont sortis des usines de Radom, entre 1957 et 1972,  328 850 pmKs ou  ‘kbk AKS’ (analogue à l'AKS-47 soviétique) munis d'une crosse repliable.

## Fiche technique PMK
- Munition : 7,62 × 39 mm
- Masse avec un chargeur vide : 4,30 kg
- Longueur : 870 mm
- Canon : 415 mm
- Chargeur : 30 cartouches
- Cadence de tir théorique : 600 coups par minute

## Sources
Cette notice est issue de la lecture des revues spécialisées suivantes :
- Article de DM Fortier,  « Coming soon : AKS from Radom  », Pioneer-pac.com.
- Action Guns (Fr) notamment HS 5 & 6.
- Raids (Fr), notamment HS n° 26 & 28
- Assaut (Fr) notamment HS 1